# Chiarelettere
Chiarelettere è una casa editrice italiana.

## Storia
È stata fondata nel maggio del 2007 come editore multimediale (libri, DVD, blog). La casa editrice è partecipata del Gruppo Editoriale Mauri Spagnol, che ne detiene il 49%. Come specificato su ogni libro, la proprietà di Chiarelettere è costituita da: Gruppo GeMS, Lorenzo Fazio (direttore editoriale), Guido Roberto Vitale, Sandro Parenzo. L'amministratore delegato di Chiarelettere è Marco Tarò. In redazione lavorano: Maurizio Donati (curatore editoriale), Giulia Civiletti (ufficio stampa), Valentina Abaterusso (redattrice) e Sara Marcenaro (segreteria editoriale).
Nel 2009 Chiarelettere è entrata nell'azionariato del giornale il Fatto Quotidiano.
La casa editrice ha aperto nel 2010 il portale Cado in piedi.

## Alcuni autori pubblicati
- Lirio Abbate
- Raif Badawi
- Gianni Barbacetto
- Ernesto Belisario
- David Bidussa
- Mauro Bonazzi
- Sandra Bonsanti
- Mario Bortoletto
- Dario Bressanini
- Luigi Bisignani
- Leonardo Boff
- Andrea Camilleri
- Mauro Corona
- Pino Corrias
- Vittorio Dotti
- Hervé Falciani
- Giovanni Fasanella
- Dario Fo
- Don Andrea Gallo
- Peter Gomez
- Andrea Greco
- Giuseppe Gulotta
- Guido Harari
- Riccardo Iacona
- Vincenzo Imperatore
- Ferdinando Imposimato
- Roberto Ippolito
- Amir Issa
- Elio Lannutti
- Marco Lillo
- Guido Lombardi
- Paolo Madron
- Marino Magliani
- Luigi Maieron
- Luigi Manconi
- Gioele Magaldi
- Antonio Manzini
- Eleonora Mazzoni
- Paolo Nori
- Gianluigi Nuzzi
- Giuseppe Oddo
- Maria Rita Parsi
- Simone Perotti
- Agnese Pini
- Sandro Provvisionato
- Massimo Quezel
- Franca Rame
- Giuseppe Rocca
- Guido Romeo
- Vasco Rossi
- Elena Sacco
- Gea Scancarello
- Salvatore Striano
- Marco Travaglio
- Igor Tuveri
- Luigi Zoja

## Principali collane
- Principio attivo
- I protagonisti dell'antipolitica
- Reverse
- Instant Book
- Ri-creazioni